# Wellnhoferia
Genre
Espèce
Wellnhoferia (nommé en l'honneur du docteur Peter Wellnhofer, conservateur en chef émérite) est un genre incertain d'oiseaux de la famille des Archaeopterygideae, en effet, il est possible qu'il appartient au genre Archaeopteryx. Ce dinosaure, d’une envergure de 50 cm, a vécu à la fin du Jurassique au Tithonien, il y a 156 à 150 Ma dans un environnement alors insulaire, qui se situe actuellement en Allemagne.

La seule espèce identifiée est Wellnhoferia grandis (= « grand » du latin)

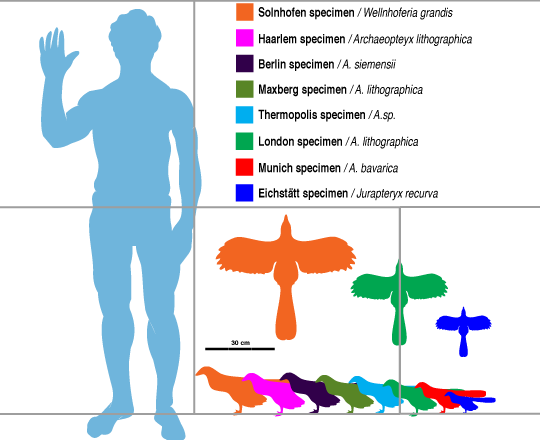
Tailles de Wellnhoferia grandis comparées à des spécimens d’Archeopteryx et avec un humain (Homo sapiens).

## Liste d'espèces
Selon BioLib (25 juin 2018) :
- Wellnhoferia grandis Elżanowski, 2001 †